# La Haye-Pesnel
La Haye-Pesnel ist eine französische Gemeinde mit 1261 Einwohnern (Stand 1. Januar 2022) im Département Manche in der Region Normandie.

## Geographie
La Haye-Pesnel liegt 78 Kilometer nordöstlich von Rennes, 42 Kilometer südwestlich von Saint-Lô, 15 Kilometer südöstlich von Granville und etwa ebensoweit von der Küste entfernt. Die Flüsse Airou und Thar fließen durch das Gemeindegebiet. Nachbargemeinden von La Haye-Pesnel sind Hocquigny im Nordwesten, Le Tanu im Osten, Champcervon im Süden und La Lucerne-d’Outremer im Südwesten. Das Gemeindegebiet umfasst 629 Hektar, die mittlere Höhe beträgt 98 Meter über dem Meeresspiegel, die Mairie steht auf einer Höhe von 95 Metern.
La Haye-Pesnel ist einer Klimazone des Typs Cfb (nach Köppen und Geiger) zugeordnet: Warmgemäßigtes Regenklima (C), vollfeucht (f), wärmster Monat unter 22 °C, mindestens vier Monate über 10 °C (b). Es herrscht Seeklima mit gemäßigtem Sommer.

## Geschichte
Die Normannen hatten während der Invasion der Normandie ein befestigtes Lager in La Haye-Pesnel. Im Mittelalter war der Ort Lehen der Familie Pesnel.

## Bevölkerungsentwicklung
| Jahr      | 1962 | 1968 | 1975 | 1982 | 1990 | 1999 | 2009 | 2018 |
| Einwohner | 1125 | 1193 | 1288 | 1355 | 1284 | 1317 | 1354 | 1294 |

## Partnerschaft
Seit 1980 besteht eine Schul- und Gemeindepartnerschaft mit Pöttmes in Bayern.

## Kultur und Sehenswürdigkeiten
La Haye-Pesnel war mit einer Blumen im Conseil national des villes et villages fleuris (Nationalrat der beblümten Städte und Dörfer) vertreten. Die „Blumen“ werden im Zuge eines regionalen Wettbewerbs verliehen, wobei maximal drei Blumen erreicht werden können.

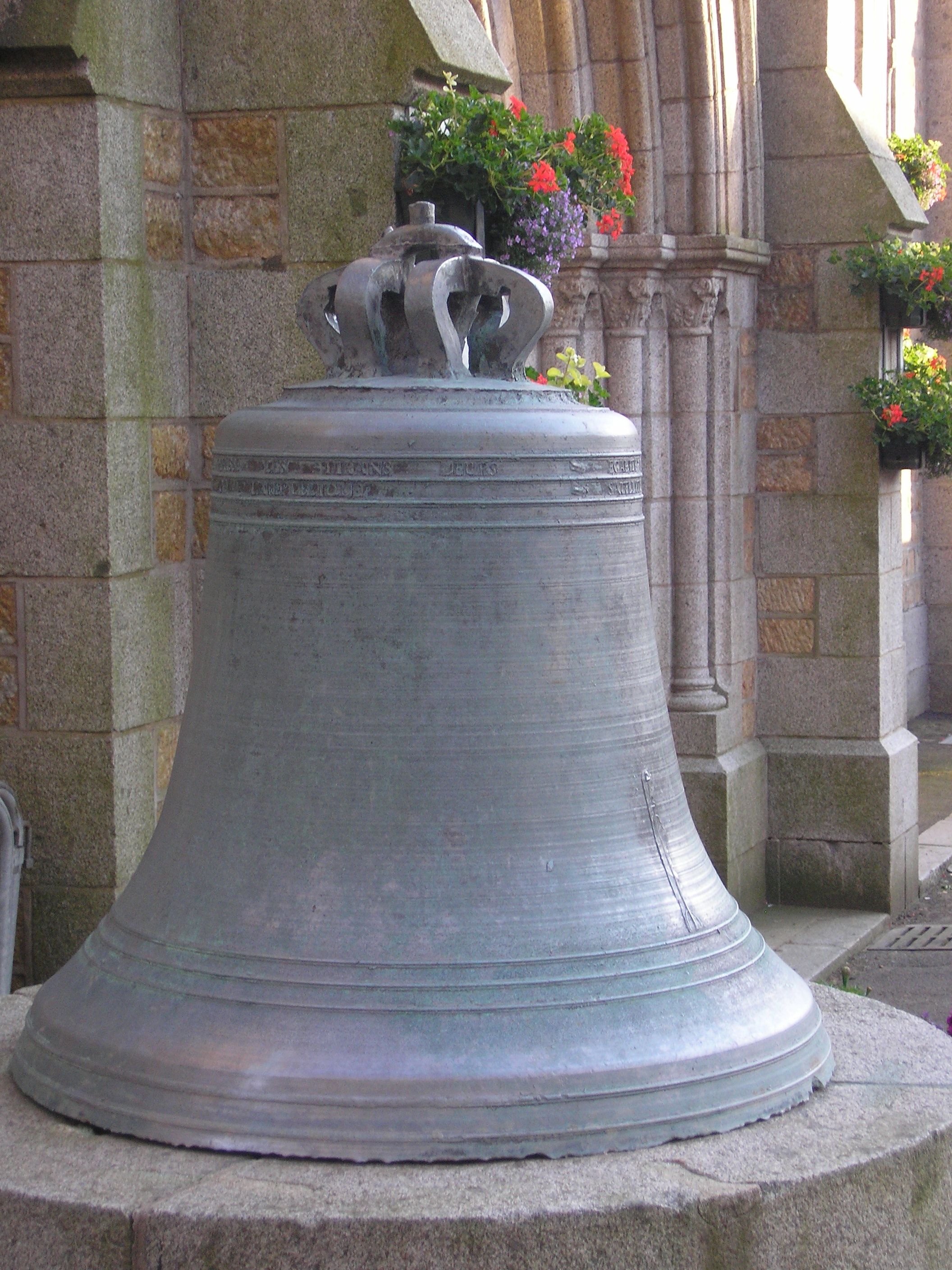
„Revolutionsglocke“

In eine Glocke von 1793 sind revolutionäre Parolen eingraviert. Sie wurde vom Glockengießer Sulpice Jourdan aus zwei älteren Glocken gegossen. Die Glocke ist als Monument historique (‚historisches Denkmal‘) klassifiziert. 
Die Kirche Sainte-Marie-Madeleine stammt aus dem 19. Jahrhundert. In der Kirche befinden sich zwei ebenfalls denkmalgeschützte Beichtstühle, die 1691 hergestellt wurden und eventuell aus der Bretagne stammen.

## Wirtschaft
Wichtige Erwerbszweige der Haylands genannten Einwohner sind Handel, Bau- und Transportwesen sowie der öffentliche Sektor (Verwaltung, Gesundheitswesen). Eher untergeordnet sind Landwirtschaft (Ackerbau, Viehzucht, Milchproduktion) und Industrie.

### Lokale Produkte
Auf dem Gemeindegebiet gelten kontrollierte Herkunftsbezeichnungen (AOC) für Camembert de Normandie, Pont-l’Évêque (Käse), Calvados, Pommeau de Normandie und Lammfleisch (Prés-salés du Mont-Saint-Michel). Die Lämmer weiden auf salzigen Wiesen an der Baie du Mont-Saint-Michel. Außerdem gelten geschützte geographische Angaben (IGP) für Schweinefleisch (Porc de Normandie), Geflügel (Volailles de Normandie) und Cidre der Bezeichnungen de Normandie oder normand.